# Aérodrome de Dimbokro
L'aérodrome de Dimbokro est un aérodrome desservant Dimbokro en Côte d'Ivoire.